# Dervish Mehmed Pascià
Dervish Mehmed Pascià (1569 – İstanbul, 9 dicembre 1606) è stato un politico e militare ottomano di origine Bosniaca. Fu Gran Visir dell'Impero Ottomano per un breve periodo tra il 21 giugno 1606 e il 9 dicembre 1606.

## Biografia
Era originario del sangiaccato di Bosnia, proveniente da una famiglia cristiana ortodossa, portato via dagli ottomani con il sistema del devşirme, diventando quindi un giannizzero. Fece carriera a  corte e divenne capo dei Bostanci.
Ha studiato nella scuola dei Bostancı. Era anche conosciuto come Civan Bey, poiché era un "capo" in età relativamente giovane. Conquistò il favore del giovane sultano Ahmet I che nel 1605 lo nominò Capitan pascià. Handan Sultan, la madre di Ahmed I, cercò di convincere suo figlio a non fidarsi di Mehmed, ma Handan Sultan morì il 12 novembre 1605, quando Ahmed I, aveva solo 15 anni, fu così facile per Mehmed Pascià influenzare il giovane sovrano.
Il Gran Visir e Serdar del fronte austriaco Sokolluzade Lala Mehmed Pascià tornò a Istanbul mentre si tenevano negoziati a Zsitvatorok per firmare un accordo di pace con l'Austria. Il Capitan pascià, suggerì al Sultano di inviare il Gran Visir sul fronte persiano come serdar. Nonostante le rimostranze di Lala Mehmed Pascià, che sosteneva che la guerra contro l'Austria non era ancora stata conclusa, il sultano gli ordinò di marciare contro l'Impero Safavide, ma pochi giorni dopo Lala Mehmed Pascià fu colpito da un ictus e morì. 
Dervish Mehmed Pascià fu nominato Gran visir il 21 giugno 1606. Il Sultano gli diede il permesso di utilizzare una parte dei beni di Lala Mehmed Pascià per armare l'esercito e di dareil rimanente agli eredi. Dervish Mehmet Pasha confiscò tutto il patrimonio a causa del pessimo stato della tesoreria. L'ambasciatore britannico a Istanbul Sir Henry Lello riferisce che Dervish Mehmet Pasha prese le entrate in eccedenza delle fondazioni con il pretesto della scarsità di tesoreria e che chiese ai ricchi ebrei di raccogliere argento e gioielli con la promessa di pagarlo in seguito. 
Sebbene avesse convinto Ahmed I a inviare il gran visir Lala Mehmed Pascià in Persia, una volta nominato gran visir, non prese parte alla campagna. Prese Ferhat Agha, il capo dei Bostancı, lo nominò Pascià e lo promosse Serdar e lo mandò a sopprimere le rivolte Celali. Ferhat Pascià represse la rivolta con ferocia, torturando la popolazione di Aydın e Magnesia, prime tappe della sua campagna. Ad Istanbul, gruppi di persone che provenivano da queste aree, scesero in strada per protestare contro la crudeltà del gran visir, suscitando l'attenzione del sultano.
Dervish Mehmed Pascià aveva la sua villa a Demirkapi, vicino al palazzo. La costruzione di questa villa ha tenuto al sicuro un ebreo, ma non ha pagato i costi di costruzione e ha fatto pagare tutto a questa fiducia ebraica. Questo ebreo iniziò anche a diffondersi segretamente come una voce che "avrebbe aperto una strada segreta dalla cantina del palazzo al palazzo e assassinato il sultano". Quando queste voci inventate andarono alle orecchie di Ahmet I. Ahmet I, che non aveva esperienza all'età di 16 anni, decise improvvisamente di giustiziare Derviş Mehmet Pasha senza alcuna indagine. Il 9 dicembre 1606 fu invitato a palazzo dal gran visir Ahmet I e quando i principi entrarono nella casa dell'insegnante, le reclute del palazzo furono annegate e giustiziate dall'attacco.
Fu strangolato per ordine di Ahmed I quando apprese che suo padre, il sultano Mehmed III, era stato avvelenato a morte da Dervish Mehmed Pascià. Fu sepolto a Üsküdar.
Il poeta Haleti scrisse una poesia satirica su di lui chiamata Hadd-i Mestan.
Sir Henry Lello, l'ambasciatore britannico a Istanbul, afferma nelle sue memorie che Dervish Mehmed Pascià fu il più competente di tutti i gran visir e governatori distrettuali che abbia visto, ma afferma anche che fu estremamente crudele.